# 滬尾砲台駅
滬尾砲台駅（こびほうだいえき）は、台湾新北市淡水区に設置予定の淡海軽軌の計画中の駅である。この駅は中正路一段と中正路一段6巷の交差点に建設される予定であり、駅番号はB04。

## 駅構造
相対式ホーム2面2線の高架駅になる予定。

## 駅予定地周辺
- 滬尾砲台
- 淡水紅毛城
- 真理大学
- 一滴水紀念館

## 隣の駅
淡海軽軌
■藍海線（建設中）
紅毛城駅 - 滬尾砲台駅 - 油車口駅